# Pony Canyon
Pony Canyon (株式会社ポニーキャニオン?, Kabushiki-gaisha Ponī Kyanion) è una grande azienda giapponese, fondata il 1º ottobre 1966, che si occupa della pubblicazione di musica, DVD, VHS, film e videogiochi. È una sussidiaria di Fuji Media Holdings.

## Artisti (musica)
- +Plus
- Aiko
- Aya Ueto
- Band-Maid
- D-51
- FLAME
- GARNiDELiA (dal 2021)
- Kana Hanazawa (dal 2021)
- KREVA
- Lead
- Leaf Squad
- LM.C
- Lucifer
- Mikuni Shimokawa
- Non Stop Rabbit
- ORIGINAL LOVE
- OxT
- Sam Roberts
- Shizuka Kudo
- Tsukiko Amano
- w-inds.
- Yū Yamada
- ZEEBRA
- Ensemble Planeta
- The Wild Magnolias